# Bâtiment de l'Assemblée nationale (Corée du Sud)
Pour les articles homonymes, voir Bâtiment de l'Assemblée nationale.
Le bâtiment de l'Assemblée nationale de Corée du Sud (en coréen : 국회의사당) est le bâtiment qui sert de siège à l'Assemblée nationale de la Corée du Sud, la branche législative du gouvernement national sud-coréen. Il est situé dans le dong de Yeoui (sur l'île du même nom), dans l'arrondissement de Yeongdeungpo, à Séoul. 

## Histoire
Le bâtiment actuel a été achevé en 1975. Avant 1975, le gouvernement sud-coréen utilisait le bâtiment du gouvernement général. La salle de l'assemblée peut accueillir 400 personnes, notamment en préparation de nouveaux législateurs en cas de réunification coréenne.